# Oribotritia recta
Oribotritia recta är en kvalsterart som beskrevs av Wojciech Niedbała 2004. Oribotritia recta ingår i släktet Oribotritia och familjen Oribotritiidae. Inga underarter finns listade i Catalogue of Life.